# Sumisip
Sumisip é um município de  primeira classe de renda municipal (d) na província Basilan, nas Filipinas. De acordo com o censo de 1 de maio  de  2020 possui uma população de 47 345 pessoas e 8 447 domicílios.